# Ada de Cabanis
Knipolegus cabanisi
Espèce
Synonymes
- Knipolegus signatus cabanisi Schulz, 1882
- Knipolegus subflammulatus Berlioz, 1959

Statut de conservation UICN

 LC  : Préoccupation mineure
L'Ada de Cabanis (Knipolegus cabanisi) est une espèce d'oiseaux de la famille des Tyrannidae, anciennement considérée comme sous-espèce de l'Ada de Jelski (K. signatus).

## Répartition
Cet oiseau peuple le Yungas.